# Priska Seiler Graf
Priska Seiler Graf, née le 29 août 1968 à Zurich (originaire de Kloten et Rafz), est une personnalité politique suisse, membre du parti socialiste.
Elle est députée du canton de Zurich au Conseil national depuis 2015.

## Biographie
Priska Seiler Graf grandit à Kloten. Elle obtient une maturité gymnasiale de type A (latin-grec) en 1987  à l'école cantonale de Bülach. Après un stage à l'UBS, elle suit une formation d'enseignante du degré secondaire I dont elle sort diplômée en 1992. En 1995, elle obtient un diplôme de pédagogue de ballet après une formation de trois ans.
Avant de se consacrer entièrement à la politique, elle enseigne à l’école secondaire le jour tout en donnant des cours de ballet le soir.
Priska Seiler Graf est mariée et a trois enfants. Elle habite à Kloten.

## Parcours politique
Son engagement politique remonte à la non-élection de Lilian Uchtenhagen au Conseil fédéral en 1983.
En 1998, elle est élue au législatif de Kloten. Elle y exerce la fonction de présidente du groupe parlementaire socialiste de 2001 à 2003, puis est élue en 2004 présidente du Conseil communal. Elle est élue au Conseil de ville de Kloten en 2010. Elle y est responsable de la sécurité du 1er juillet 2010 au 30 juin 2020.
Elle siège au Conseil cantonal de Zurich de 2005 à 2015. Elle y dénonce notamment les nuisances causées par le trafic aérien.
En 2014, elle est candidate pour figurer sur la liste du Parti socialiste pour l'élection au Conseil d’État zurichois, mais l'assemblée des délégués lui préfère sa collègue de parti Jacqueline Fehr.
En 2015, elle crée la surprise en étant élue au Conseil national. Elle y est réélue en 2019 et 2023. Elle siège au sein de la Commission de la politique de sécurité et, depuis 2019, au sein de la Commission de gestion.
En mai 2017, elle devient coprésidente du Parti socialiste du canton de Zurich. En janvier 2020, elle se porte candidate à la présidence du Parti socialiste suisse en binôme avec Mathias Reynard.
Elle est candidate au Conseil d'État zurichois en février 2023, mais échoue à récupérer un deuxième siège pour son parti.

## Positionnement politique
Selon le quotidien Le Temps, Priska Seiler Graf incarne un socialisme pacificateur et conciliant. La Neue Zürcher Zeitung la qualifie de pragmatique. Elle se déclare au centre du parti, mais ses positions la placeraient plutôt sur l’aile gauche.
La mobilité et l'écologie sont deux de ses thèmes phares.

## Autres mandats
Priska Seiler Graf est coprésidente de l'Agence solaire suisse, une association de promotion de l'utilisation de l'énergie solaire en Suisse.